# سيدي علي لبراحلة
 سيدي علي لبراحلة (بالإنجليزية: SIDI ALI LABRAHLA)‏ هي جماعة قروية تابعة لإقليم قلعة السراغنة ضمن جهة مراكش تانسيفت الحوز بالمغرب. بلغ مجموع عدد سكان  سيدي علي لبراحلة حسب إحصاءات 2004 حوالي 6894 نسمة يعيشون في 1099 أسرة.

## إحصاء عام
| السنة | عدد السكان | عدد الأسر | عدد الأجانب |
| ----- | ---------- | --------- | ----------- |
| 1994  | 6930       | 1058      | °°°°        |
| 2004  | 6894       | 1099      | 0           |